# Pride 31
Pride 31: Unbreakle (promovido no Japão como Dreamers) foi um evento de artes marciais mistas promovido pelo Pride Fighting Championships, ocorrido em 26 de fevereiro de 2006 no Saitama Super Arena em Saitama, Japão. Esse também foi o primeiro evento pay-per-view do Pride de 2006.